# Desafío (álbum de Malú)
Desafío es el sexto álbum de estudio y séptimo en la discografía de Malú, editado en 2006 por Sony BMG y Pep's Records, con la dirección musical de Mauri Stern y Graeme Pleeth y la coproducción de Malú. El disco salió a la venta el 31 de octubre de 2006. Presentó once temas nuevos y contó con composiciones creadas por José Alfonso Lorca, Lucía Caramés o el propio hermano de Malú, José de Lucía. 

## Sencillos
El primer sencillo, «Si estoy loca», es una desgarradora balada que se presentó a través de un vídeo musical que Malú grabó en Lérida con un equipo de 15 personas, bajo la dirección de Àlex Villagrasa. La cantante fue pionera en rodar en la ciudad catalana. 
El segundo sencillo, «No voy a cambiar», se rodó con la participación del actor Alejandro Tous, protagonista en ese tiempo de la serie Yo soy Bea. Grabado con toque de humor, en el vídeo Malú y Alejandro recrean la discusión de una pareja en una habitación de hotel, con mariachis incluidos.

## Recepción
Desafío debutó en la segunda posición en la lista oficial de ventas en España, acreditada por Promusicae y se mantuvo 46 semanas en ella. Vendió más de 160 000 unidades y obtuvo la certificación de doble disco de platino.

## Lista de canciones
| Desafío |                     |                                                    |          |  |
| N.º     | Título              | Escritor(es)                                       | Duración |  |
| 1.      | «Agua de mayo»      | José Alfonso Lorca                                 | 3:38     |  |
| 2.      | «Dame tu alma»      | Lucía Caramés                                      | 3:24     |  |
| 3.      | «Si estoy loca»     | David Santisteban · Gemma Gallardo · Pablo Pinilla | 3:36     |  |
| 4.      | «Aulilí»            | Lucía Caramés                                      | 4:08     |  |
| 5.      | «Enamórame la vida» | David Santisteban · Marco Dettoni                  | 3:12     |  |
| 6.      | «No voy a cambiar»  | Airam Etxániz                                      | 3:43     |  |
| 7.      | «Desafío»           | Carlos Javier Molina                               | 4:24     |  |
| 8.      | «Ya lo ves»         | José Losada · Rafael Campos                        | 3:22     |  |
| 9.      | «Llanto lloro»      | Beatriz Herráiz                                    | 3:16     |  |
| 10.     | «No me interesa»    | Erika Ender                                        | 3:10     |  |
| 11.     | «En otra parte»     | José de Lucía                                      | 4:17     |  |

## Créditos y personal
- Malú: artista principal, voz, coros, coproducción
- Mauri Stern: producción, programación
- Graeme Pleeth: producción, programación, mezclas
- Anye Bao: batería y cajón
- Maca: bajo
- Jez Thurlby: guitarra eléctrica
- Paul Furnace: guitarra eléctrica, guitarra acústica
- Luis Dulzaides: percusiones
- Juan Cerro: guitarra acústica, guitarra española
- José Losada: guitarra española, laúd, mandolina
- Machado: metales
- Pascal Magdinier: arreglos de cuerdas, programación
- Roberto Vozmediano: cajón
- Araceli Lavado y Tere Bautista: coros
- Aurora Quirós, Chenoa Quirós y Miriam Losada: coros infantiles
- Miguel de la Vega y Sancho Gómez: ingeniería de grabación
- Víctor Castillo: asistencia
- Manuel Cazares: dirección de mariachis
- Ray Staff: masterizado
- Peter Craige: mezclas
- Lola Segovia: catering
- Carlos Hernández: ingeniero de grabación de voz
- Rubén Martín: fotografía

Créditos adaptados desde las notas de Desafío (2006) y RateYourMusic.

## Posicionamiento en listas
| Listas (2006)       | Mejor posición |
| ------------------- | -------------- |
| España (PROMUSICAE) | 2              |

| Listas (2007)       | Mejor posición |
| ------------------- | -------------- |
| España (PROMUSICAE) | 43             |

## Certificaciones
| País (organismo certificador) | Certificación | Unidades certificadas |
| ----------------------------- | ------------- | --------------------- |
| España (PROMUSICAE)           | 2x Platino    | 160 000               |

## Premios
| Año  | Nominación           | Categoría               | Resultado | Ref.   |
| ---- | -------------------- | ----------------------- | --------- | ------ |
| 2006 | Premios Dial         | Premio Cadena Dial 2006 | Ganadora  | [ 9 ]  |
| 2007 | Premios de la Música | Premio Mejor Álbum Pop  | Nomimada  | [ 10 ] |